# Татеїсі Рьо
Татеісі Рьо  (яп. 立石諒, 12 червня 1989) — японський плавець, олімпійський медаліст.

## Виступи на Олімпіадах
| Олімпіада   | Дисципліна                    | Місце |
| ----------- | ----------------------------- | ----- |
| Лондон 2012 | плавання на 100 метрів брасом | 10    |
| Лондон 2012 | плавання на 200 метрів брасом | 3     |